# Convocazioni per il campionato mondiale di hockey su pista Montreux 1939
Lista dei giocatori convocati dalle Nazionali per il Campionato del mondo di hockey su pista 1939 a Montreux.

## Belgio
Commissario tecnico: ?
| N. | Pos. | Giocatore       | Data nascita (età) | Pres. | Reti | Squadra |
| -- | ---- | --------------- | ------------------ | ----- | ---- | ------- |
|    | P    | Theo Borghs     |                    |       | 0    |         |
|    | G    | F. Bamps        |                    |       | 0    |         |
|    | G    | Gaston Bogaerts |                    |       | 0    |         |
|    | G    | Armand Cossaert |                    |       | 0    |         |
|    | G    | A. Jongbloet    |                    |       | 0    |         |
|    | G    | Victor Peeters  |                    |       | 0    |         |
|    | G    | A. Van Hoof     |                    |       | 0    |         |

## Francia
Commissario tecnico: ?
| N. | Pos. | Giocatore       | Data nascita (età) | Pres. | Reti | Squadra |
| -- | ---- | --------------- | ------------------ | ----- | ---- | ------- |
|    | G    | Casali          |                    |       | 0    |         |
|    | G    | Comte           |                    |       | 0    |         |
|    | G    | Marcel Legendre |                    |       | 0    |         |
|    | G    | Sabourin        |                    |       | 0    |         |
|    | G    | Vartanian       |                    |       | 0    |         |

## Germania
Commissario tecnico: ?
| N. | Pos. | Giocatore    | Data nascita (età) | Pres. | Reti | Squadra |
| -- | ---- | ------------ | ------------------ | ----- | ---- | ------- |
|    | G    | Heilmair     |                    |       | 0    |         |
|    | G    | Kamberger    |                    |       | 0    |         |
|    | G    | W. Kubler    |                    |       | 0    |         |
|    | G    | Mobus        |                    |       | 0    |         |
|    | G    | M. Raasch    |                    |       | 0    |         |
|    | G    | E. Schneider |                    |       | 0    |         |
|    | G    | Verpeil      |                    |       | 0    |         |
|    | G    | Adolf Walker |                    |       | 0    |         |

## Inghilterra
Commissario tecnico: ?
| N. | Pos. | Giocatore     | Data nascita (età) | Pres. | Reti | Squadra       |
| -- | ---- | ------------- | ------------------ | ----- | ---- | ------------- |
|    | G    | J.E. Bornheim |                    |       | 0    |               |
|    | G    | G. Buckley    |                    |       | 0    |               |
|    | G    | Griggs        |                    |       | 0    |               |
|    | G    | Holman        |                    |       | 0    |               |
|    | G    | Robert Hulme  |                    |       | 0    | Cheetham Hill |
|    | G    | Janes         |                    |       | 0    |               |
|    | G    | Brian Newbury |                    |       | 0    |               |
|    | G    | R. Spice      |                    |       | 0    |               |
|    | G    | Peter Walters |                    |       | 0    |               |

## Italia
Commissario tecnico: ?
| N. | Pos. | Giocatore       | Data nascita (età) | Pres. | Reti | Squadra   |
| -- | ---- | --------------- | ------------------ | ----- | ---- | --------- |
|    | P    | Angelo Grassi   |                    |       | 0    | Novara    |
|    | G    | Emilio Bertuzzi |                    |       | 0    | Triestina |
|    | G    | Mario Cergol    |                    |       | 0    | Triestina |
|    | G    | Carlo Ciocala   |                    |       | 0    | Novara    |
|    | G    | Luigi Kullmann  |                    |       | 0    | Monza     |
|    | G    | Mario Massironi |                    |       | 0    | Monza     |
|    | G    | Giovanni Poser  |                    |       | 0    | Triestina |
|    | G    | Pio Rasponi     |                    |       | 0    | Milan     |

## Portogallo
Commissario tecnico: ?
| N. | Pos. | Giocatore             | Data nascita (età) | Pres. | Reti | Squadra     |
| -- | ---- | --------------------- | ------------------ | ----- | ---- | ----------- |
|    | P    | Fernando Pinto Adriao |                    |       | 0    | CF Benfica  |
|    | G    | Leonel Costa          |                    |       | 0    | Benfica     |
|    | G    | Alvaro Simoes Lopes   |                    |       | 0    | Sporting CP |
|    | G    | Alberto Mendes        |                    |       | 0    | Sporting CP |
|    | G    | Oliverio Serpa        |                    |       | 0    | CF Benfica  |
|    | G    | Sidonio Serpa         |                    |       | 0    | CF Benfica  |

## Svizzera
Commissario tecnico: ?
| N. | Pos. | Giocatore          | Data nascita (età) | Pres. | Reti | Squadra |
| -- | ---- | ------------------ | ------------------ | ----- | ---- | ------- |
|    | P    | Emile Crosa        |                    |       | 0    |         |
|    | G    | Bortollotti I      |                    |       | 0    |         |
|    | G    | Bortollotti II     |                    |       | 0    |         |
|    | G    | Pierre Gervaz      |                    |       | 0    |         |
|    | G    | Rene Gervaz        |                    |       | 0    |         |
|    | G    | Humbert Martinetti |                    |       | 0    |         |
|    | G    | Freddy Zurcher     |                    |       | 0    |         |